# Albert Kuntzemüller

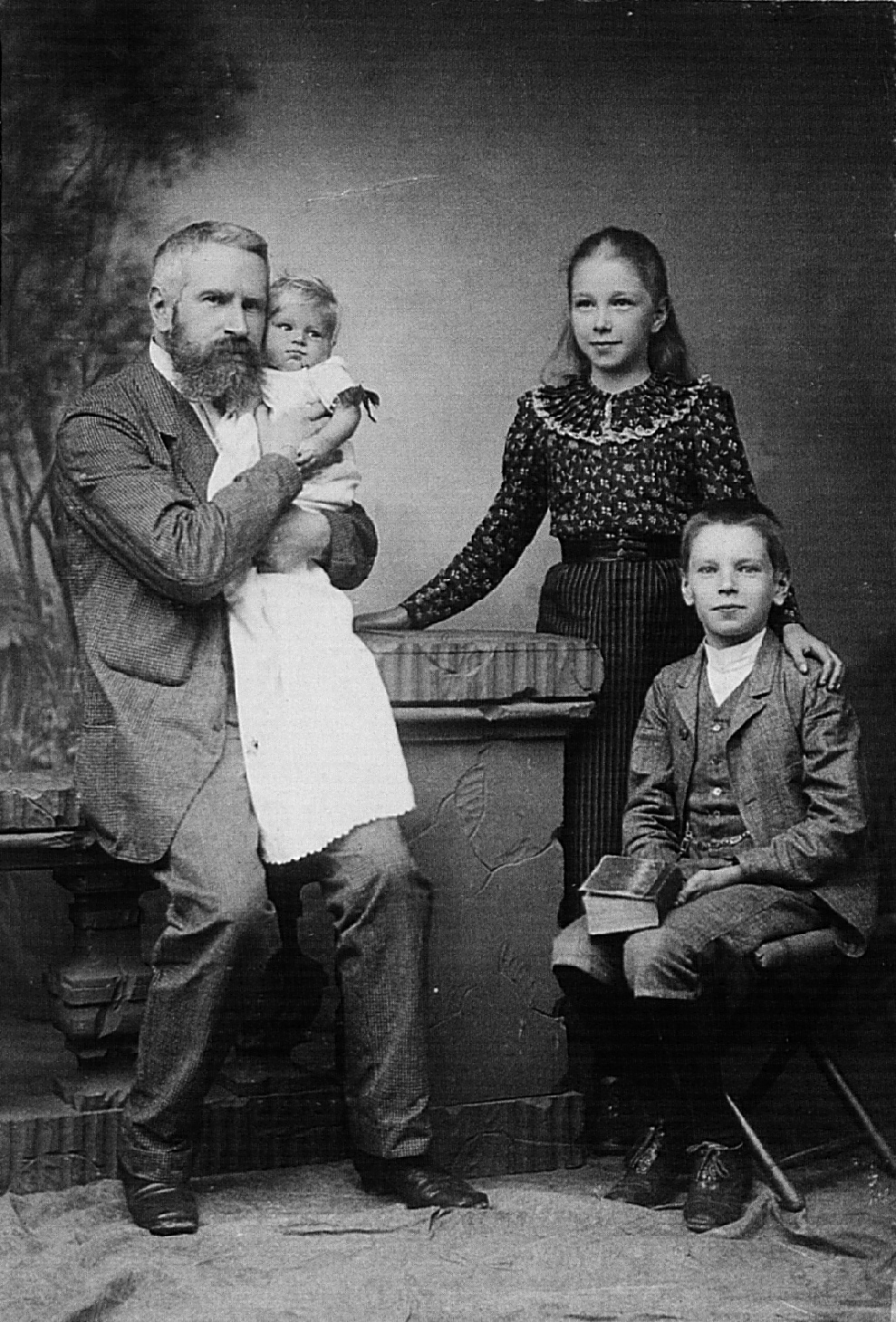
Der Vater Wilhelm Kuntzemüller mit seinen Kindern in seinem Atelier (um 1880), Albert Kuntzemüller sitzend rechts

August Julius Gustav Albert Kuntzemüller (* 22. Mai 1880 in Baden-Baden; † 6. Januar 1956 in Freiburg im Breisgau) war ein deutscher Gymnasialprofessor und Oberrealschuldirektor sowie ein Historiker, der sich in seiner Freizeit hauptsächlich mit Eisenbahngeografie und -geschichte beschäftigte.

## Leben
Albert Kuntzemüller wurde 1880 als Sohn des Hoffotografen Wilhelm Kuntzemüller (1845–1918) geboren und wuchs in Baden-Baden auf. Da dort lediglich die Bahnstrecke Baden-Oos–Baden-Baden bestand – eine vergleichsweise unbedeutende Nebenbahn – hatte er in seiner Jugend kaum einen Bezug zur Eisenbahn. Er besuchte nach der Volksschule ab September 1889 das Gymnasium Hohenbaden, um sein Abitur zu erhalten. Danach ging er nach Berlin, wo er Staatswissenschaften studierte. Zu dieser Zeit gab es dort bereits die Berliner Stadtbahn, die Berliner Ringbahn sowie einige Vorortbahnen. Sie faszinierten Kuntzemüller so sehr, dass er an seinem Berufswunsch zweifelte.
Weitere Studiensemester in Neuen Sprachen und Geographie verbrachte er in Freiburg und in Heidelberg. Im Jahr 1902 folgte unter dem Titel Zur Geschichte des substantivierten Infinitivs im Neuhochdeutschen die Promotion zum Dr. phil. Nach dem Abschluss des großen Staatsexamens für das höhere Lehramt unterrichtete Kuntzemüller in Freiburg, Offenburg sowie in Bretten. Letzteres verließ er im Schuljahr 1912/13 und ging nach Mannheim an die Lessing-Schule. Dort hielt er im ersten Jahr eine Rede zum Regierungsjubiläum des Kaisers Wilhelm II. 1914 veröffentlichte er einen Aufsatz über die Rolle der badischen Bahnen im Krieg von 1870/71 im Jahresbericht der Schule. Am 1. April 1915 wechselte er erneut die Schule und wurde Realschuldirektor in Tauberbischofsheim.
Während dieser Zeit reiste er mehrmals ins Ausland, so nach Großbritannien, Nordamerika, Frankreich, Italien, Island, Schweden und Norwegen. Weitere Reisen folgten, als er vom Chef des Heereseisenbahnwesens Anfang des Ersten Weltkriegs den Auftrag erhielt, die Eisenbahnen in den besetzten Gebieten zu studieren. So kam er nach Nordfrankreich, Galizien, Bukowina und Russland. Im Jahr 1916 wurde er zu den Fernmeldetruppen eingezogen und beispielsweise zur Verlegung von Fernsprechleitungen im Narewtal eingesetzt. In den ersten Tagen der Novemberrevolution 1918/19 wurde er als Delegierter seiner Einheit in den Soldatenrat von Warschau berufen.
Nach Kriegsende war er 1922 in Triberg im Schuldienst tätig, bevor er 1925 nach Freiburg ging. Dort leitete er die Neuburg-Realschule und hielt er am 2. Oktober 1925 eine Rede anlässlich des Geburtstags von Paul von Hindenburg. Nach ein paar Worten zu Hindenburg konzentrierte sich seine Rede größtenteils auf die weltweit erste Bahnstrecke Stockton and Darlington Railway. Deren Jungfernfahrt hatte sich einige Tage zuvor zum 100. Male gejährt.
Kuntzemüller war Freiburger Kreisführer des Reichsbanners, führendes SPD-Mitglied (1919–1933) und veröffentlichte auch im politischen Bereich viele Schriften. Deshalb wurde er 1933 vom Dienst als Direktor der Rotteck-Oberrealschule zunächst beurlaubt und später in den Ruhestand versetzt. Erst 1945 konnte er als Direktor der Vereinigten höheren Mädchenschulen in Freiburg wieder tätig werden. Als SPD-Mitglied war er gemäß Parteiprogramm nach dem Zweiten Weltkrieg für die Gründung des Südweststaates Baden-Württemberg und äußerte dies auch in der Presse. Im Jahr 1948 ging er in den Ruhestand und konzentrierte sich fortan auf sein großes Hobby, die Eisenbahngeschichte.
Kuntzemüller war seit 1913 mit Klara Issel verheiratet, mit der er einen Sohn und zwei Töchter hatte.

## Rezeption
Rudolf Friedmann, ehemaliger Direktor der Bundesbahndirektion Karlsruhe, schrieb in seinem Nachruf auf Kuntzemüller, dieser habe „die badische Eisenbahnpolitik in ihrer Gesamtheit dargelegt, einer kritischen Beurteilung unterzogen und darüber hinaus die wechselvolle Geschichte dieser Bahn in Krieg und Frieden sowohl in betrieblicher, bautechnischer als auch in der Sicht des Verkehrs niedergeschrieben.“
Im Januar 1952 wurde Kuntzemüller das Bundesverdienstkreuz am Bande verliehen.

## Veröffentlichungen (Auswahl)
Kuntzemüller verfasste weit über 1000 Artikel, darunter
- Zur Geschichte des substantivierten Infinitivs im Neuhochdeutschen (wissens haben, aufhebens machen, nach essens). In: Zeitschrift für deutsche Wortforschung 4, 1902 (Dissertation).
- Das Wunderland am Yellowstone. Eine Beschreibung des Yellowstone-National-Parkes (USA); zugleich ein Beitrag zur Geschichte seiner Entdeckung. Beilage zum Jahresbericht des Großherzoglichen Gymnasiums Offenburg. Offenburg 1908.
- Die badischen Eisenbahnen im deutsch-französischen Krieg 1870/71. Beilage zum Jahresbericht des Realgymnasiums mit Realschule/Lessingschule, Schuljahr 1913/14. Mannheim 1914.
- Die Baugeschichte der Odenwaldbahn Heidelberg-Würzburg In: Archiv für Eisenbahnwesen 35, 1922,
- 50 Jahre Schwarzwaldbahn. In: Archiv für Eisenbahnwesen 26, 1923
- Robert Gerwig und die Gotthardbahn. In: Archiv für Eisenbahnwesen 27, 1924
- 50 Jahre Kraichgaubahn. Zur Geschichte der Bahnlinie Karlsruhe, Bretten, Eppingen, Heilbronn. Bretten 1930.
- Die Renchtalbahn. In: Die Ortenau 1938, S. 126–140.
- Die badischen Eisenbahnen 1840–1940 (= Oberrheinische Geographische Abhandlungen 3). Freiburg 1940.
- Zur Säkularfeier der Badischen Staatsbahn. In: Archiv für Eisenbahnwesen 1940, S. 673–688.
- Robert Gerwig – ein Pionier der Technik. Freiburg 1949.
- Schaffhausen im links- und rechtsrheinischen Eisenbahnverkehr. In: Schaffhauser Beiträge 28, 1951, S. 202–238.
- Hundert Jahre deutsch-schweizerischer Eisenbahnverkehr. In: Jahrbuch des Eisenbahnwesens 3, 1952, S. 180–191.
- Die Badischen Eisenbahnen. 2., umgearbeitete und bis auf die Gegenwart fortgeführte Auflage. Braun, Karlsruhe 1953.
- 100 Jahre Badischer Bahnhof Basel. In: Badische Heimat 34, 1954, S. 289–298 (Digitalisat).
- Baden-Württemberg – einheitliches Verkehrsgebiet. In: Badenerland 1954.
- Mr. Thomas Turner, Lehrmeister der ersten badischen Lokomotivführer. In: Badische Heimat 36, 1956, S. 33–42.